# Earl Luick
Earl Luick (Belding, 13 de março de 1904 - Riverhead, 29 de setembro de 2003) foi um figurinista norte-americano. Trabalhou para a Warner Bros. (1928-1933), e 20th Century Fox (1942-1943).

## Filmografia

### Cinema

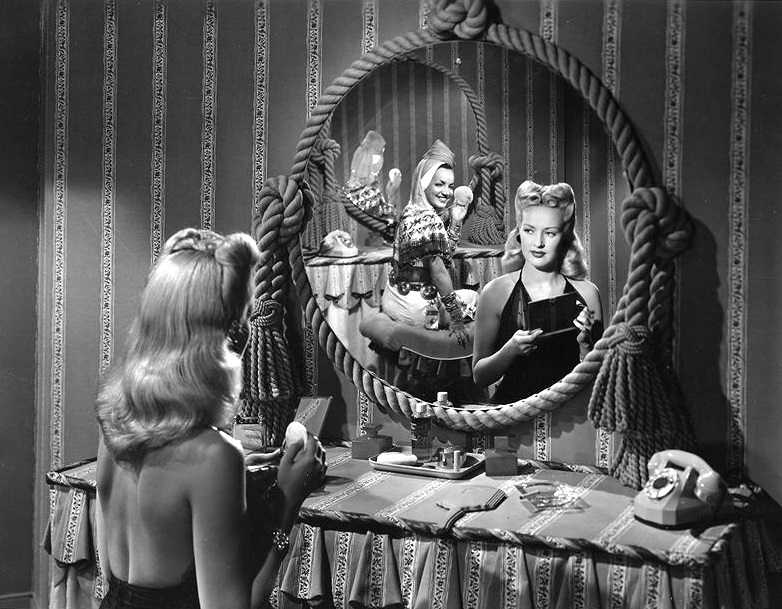
Betty Grable e Carmen Miranda em uma cena do filme Minha Secretária Brasileira (1942), do qual Luick foi figurinista.

Figurinista:
- The Ox-Bow Incident (1943)
- [[Crash Dive] (1943)
- Minha Secretária Brasileira (1942)
- The Black Swan (1942)
- Orchestra Wivesl (1942)
- Cavalgade (1933)
- Little Caesar (1931)
- Smart Money (1931) como Karl Luick
- Five Star Final (1931)
- The Doorway to Hell (1930)